# Harjowinangun (Balapulang)
Harjowinangun is een bestuurslaag in het regentschap Tegal van de provincie Midden-Java, Indonesië. Harjowinangun telt 4796 inwoners (volkstelling 2010).